# Almá Zak
Almá Zak (héber betűkkel עלמה זק, izraeli angol átírással Alma Zack, Tel-Aviv, 1970. november 21. –) izraeli színésznő és humorista.
Jonátán Zak zongorista és Adí Ecjón-Zak énekesnő lányaként született. A Tel-Aviv-i Egyetemen tanult színészetet, számos színdarabban játszott, valamint fellépett show-műsorokban.

## Pályája
Először Avrí Gilád színész és televíziós személyiség társaságában 2001-ben szerepelt a Hamacáv („A helyzet”) című tévéműsorban, majd játszott a Hohmat habejgále („A perec bölcsessége”) című, 2002-ben bemutatott filmben is, valamint Uzí Vájl író-rendező 8 dakót bíjúm („Nyolcperces előadások”) című sorozatában.
2003-tól szerepel az Erec nehederet („Csodálatos ország”) című, hetente jelentkező szatirikus tévéműsorban, amelyben számos ismert izraeli személyiség – köztük Majá Búszkillá popénekesnő, Daljá Icik (Dalia Itzik) házelnök, Jónít Lévi újságíró vagy Cípí Sávít gyermekdal-énekesnő – és több kitalált személy paródiáját adta elő. 
2004-ben Ejál Kícísz humoristával együtt a Haákádemjá lecehók („Viccakadémia”) című műsort vezette. 2005-ben az Erec nehederet című műsorral párhuzamosan szerepelt az – egy pszichoterapeuta mindennapjairól szóló – Betipúl („Törődés”) című szappanoperában, amelyet a Hot 3 izraeli tévécsatornán sugároztak. Ebben a sorozatban a Rámí Hojberger által játszott Mícháel feleségét, Ornát alakította, és együtt szerepelt Ászí Dajánnal (aki a terapeutát játszotta), valamint Ájelet Zúrerral és Líór Askenázival. 2006-ban Rivká Mícháélí színésznő társaságában az izraeli dalfesztivál házigazdája volt, ahol együtt énekelte a Teapacks zenekar egyik számát Kóbí Ózzal. 2007-ben vendégszerepelt a Meszudárím című vígjátéksorozatban, amelyben az egyik szereplő volt barátnőjét játszotta.